# Piercia emmeles
Piercia emmeles là một loài bướm đêm trong họ Geometridae.